# Église San Giovanni a Carbonara
Pour les articles homonymes, voir Carbonara.
L’église San Giovanni a Carbonara (en italien: chiesa di San Giovanni a Carbonara) est une église de Naples, de style gothique, dont l'origine remonte au XIIIe siècle et qui est située sur la route homonyme du centre historique.

## Historique
L'église San Giovanni a Carbonara est un édifice dont la construction remonte au XIIIe siècle. Son nom est issu de l'endroit où elle est érigée qui servait au Moyen Âge de dépôt pour le stockage de déchets incinérés.
La construction de l'église a débuté en 1339, grâce aux dons du patricien napolitain Gualtiero Galeota, sur le lieu où se situait un petit couvent augustinien.
L'agrandissement, réalisé au début de XVe siècle à la demande du roi Ladislas Ier de Naples qui désirait être enseveli à cet endroit, consistait en la construction d'un nouveau cloître à côté de celui déjà présent; l'église a été embellie à l'aide de marbres.
L'édifice a été restauré en 1856 et fortement endommagé en 1943 par les bombardements alliés.

## Description

### Extérieur
Un grand escalier en piperno, réalisé par Ferdinando Sanfelice (1707 ou 1708), une double rampe en forme de tenaille mène à l'entrée de l'église caractérisée par une façade simple dans laquelle s'ouvre un portail gothique encadré par deux piliers ornés et surmonté d'une lunette dont la fresque a été réalisée par le peintre lombard Leonardo da Besozzo.
À proximité de l'arc se trouvent huit blasons de la maison d'Anjou ainsi qu'une figure du soleil resplendissant symbole de la noble famille Caracciolo del Sole.
L'église englobe deux autres édifices de culte : la chapelle Santa Monica et l'église de la Consolazione a Carbonara. Une autre église lui est contiguë : l'église della Pietatella a Carbonara.

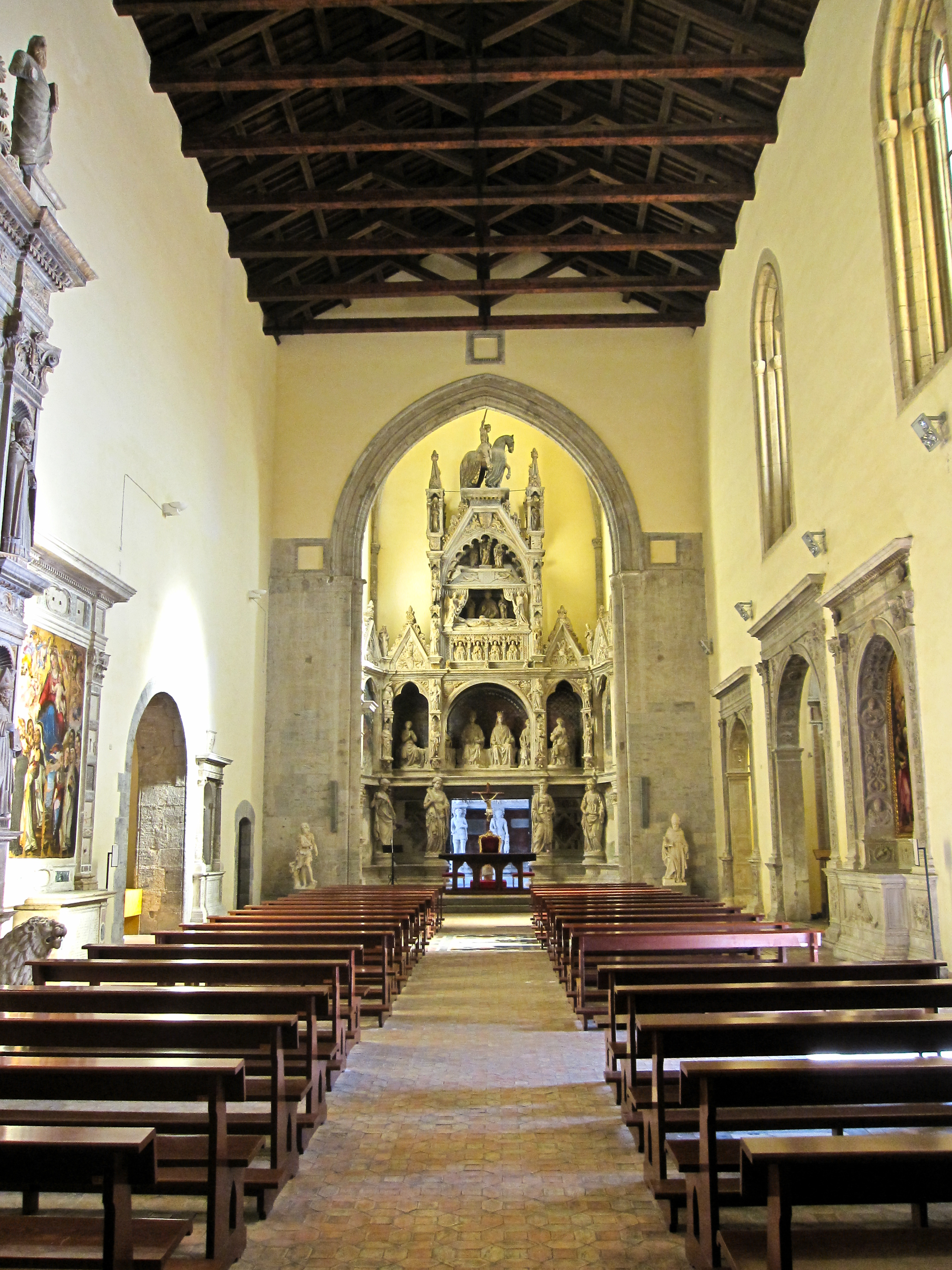
La nef.

### Intérieur
L'intérieur est en croix latine avec une unique nef rectangulaire, le plafond est à ferme et l'abside couverte à crociera, les chapelles ont été ajoutées le long du temps.
Le maître-autel avec balustre (1746), présente un pavement de marbres polychromes et est encadré par deux grandes fenêtres de style typiquement gothique.
Derrière l'autel dans l'abside, se trouve le Monument funéraire du roi Ladislas ; en outre d'autres chapelles, des sculptures et des tableaux se trouvent dans la nef et dans la sacristie qui conserve de nombreuses œuvres de Giorgio Vasari.

#### Chapelle Miroballo

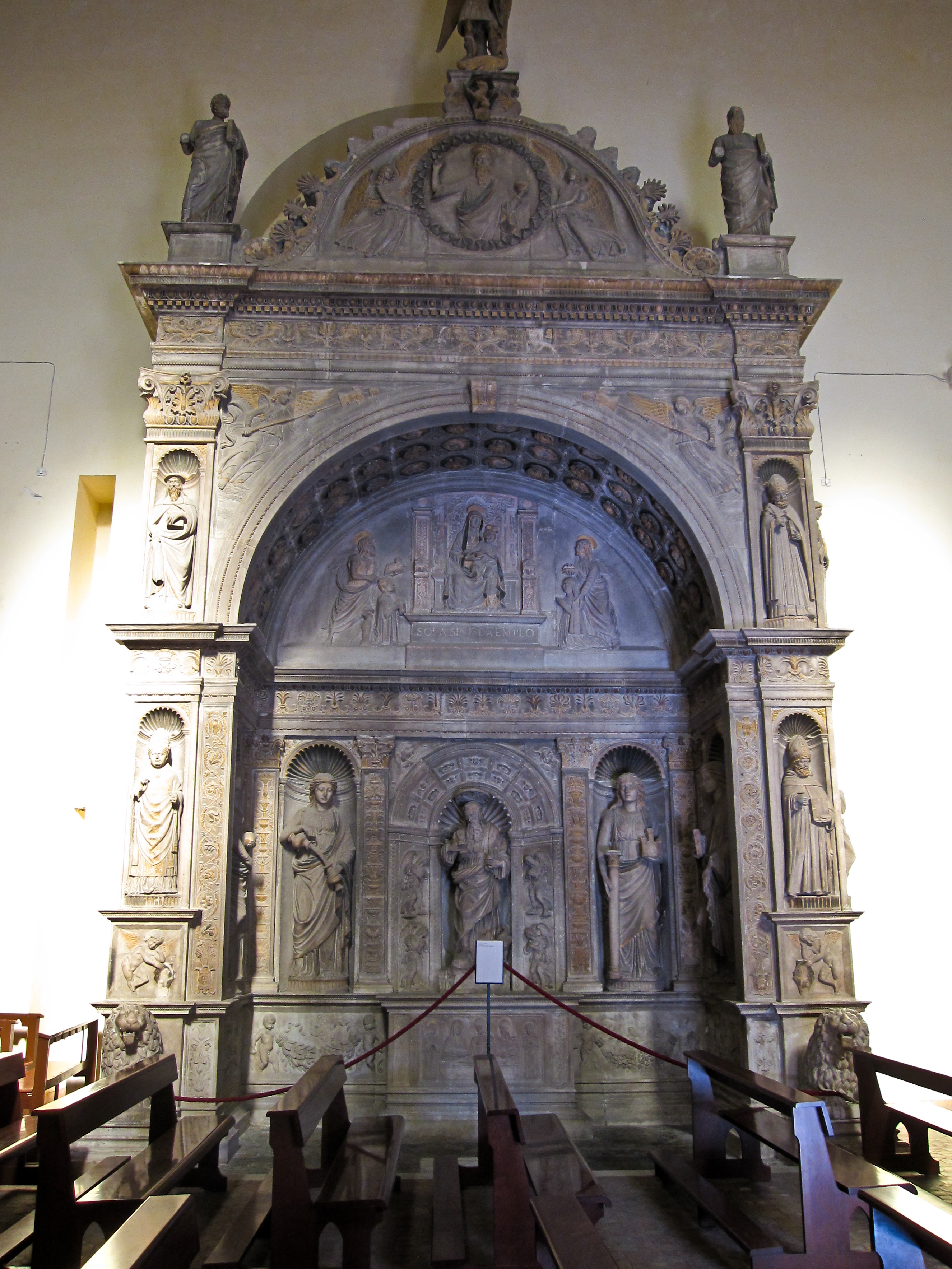
Chapelle Miroballo

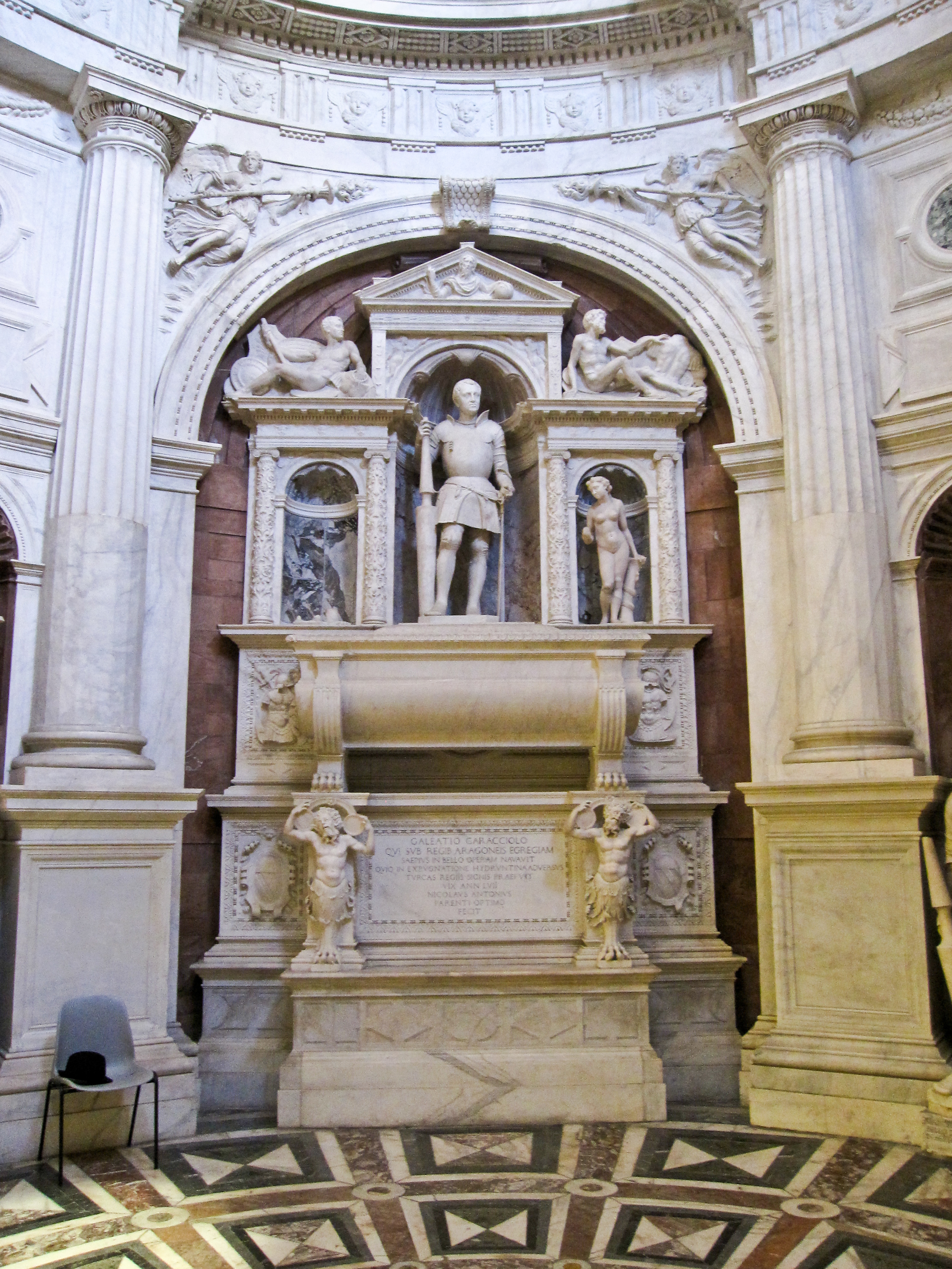
Chapelle Caracciolo di Vico

La décoration complexe de cette chapelle dédiée à saint Jean Baptiste, adossée sur la paroi en face de l'entrée a été attribuée à divers artistes lombards comme Tommaso Malvito et Jacopo della Pila.
Il y a aussi diverses statues dont des Docteurs de l'église, une Vierge à l'Enfant, ainsi que l'œuvre dédiée au fondateur de la chapelle Troiano Miroballo avec son épouse présentés par les deux saints Jean.
Le sépulcre d'Antonio Miroballo est l'œuvre de Lorenzo Vaccaro et précède des fresques du XVe siècle disposés dans la niche suivante qui représentent la Vie de San Nicola da Tolentino.

#### Chapelle Caracciolo del Sole
La chapelle se trouve derrière l'abside, accessible en passant sous le monument funéraire de Ladislas 1er.
La chapelle possède des fresques de Perinetto da Benevento et Leonardo da Besozzo et conserve le sépulcre de Sergianni Caracciolo.

#### Chapelle Caracciolo di Vico
La chapelle Caracciolo di Vico a été réalisée au début des années 1500 par des artistes des renaissances napolitaine et espagnole. La chapelle abrite les tombeaux de la famille Caracciolo di Vico. Des sculpteurs sur marbre napolitains, parmi les plus grands de leur époque, Giovanni da Nola, Girolamo Santacroce, Giovanni Domenico d'Auria, Annibale Caccavello et Girolamo d'Auria (it) y ont œuvré.

#### Chapelle Somma

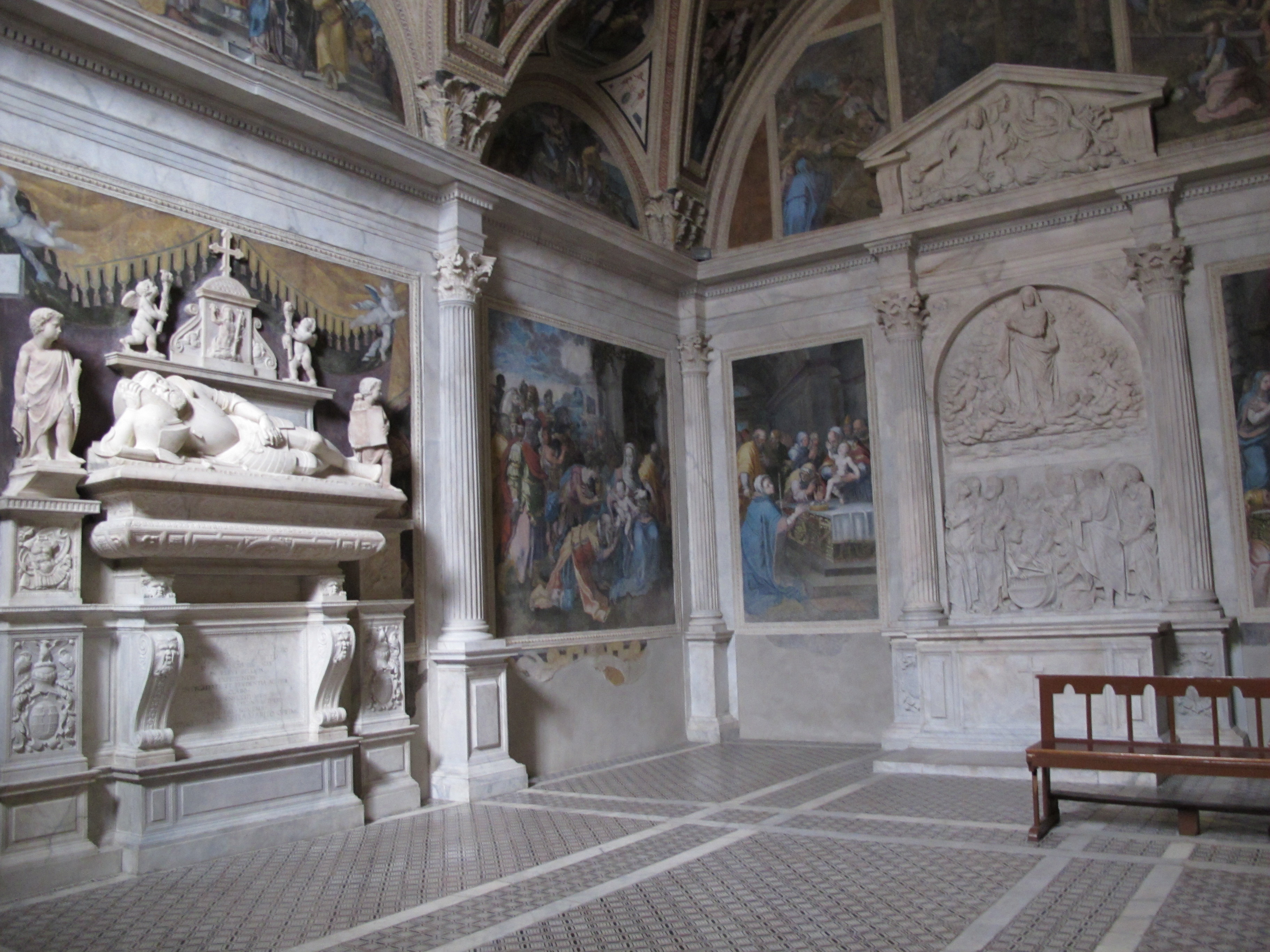
La chapelle Somma

La chapelle qui se trouve à droite de l'entrée a été réalisée entre 1557 et 1566 d'après un dessin de D'Auria et Caccavello, qui réalisèrent respectivement la partie inférieure (Assomption) et le Sépulcre de Scipione di Somma en face de l'entrée.

#### Chapelle du Crucifix
La chapelle du Crucifix, dite aussi Cappella Seripando car réalisée à la demande du cardinal Geronimo Seripando.
- Crucifixion  de Giorgio Vasari,
- Monument sépulcral du fondateur.

#### Chapelle Recco
Avec la crêche du XVe siècle composée de quarante cinq figures commandées en 1478 par Jaconello Pipe, parfumeur du duc de Calabre à Pietro et Giovanni Alamanno transférées au musée de San Martino.

#### Autres œuvres
- Madonna delle Grazie (1578) et Vierge à l'Enfant, sculptures de Michelangelo Naccherino
- Sacristie de Vasari (1546) composée de seize panneaux réalisés par Giorgio Vasari en collaboration avec Cristofano Gherardi.

## Sources
- (it) Cet article est partiellement ou en totalité issu de l’article de Wikipédia en italien intitulé « Chiesa di San Giovanni a Carbonara » (voir la liste des auteurs).